# Contea di Menzies
La contea di Coolgardie è una delle nove local government areas che si trovano nella regione di Goldfields-Esperance, in Australia Occidentale. Si estende su di una superficie di circa 128.353 chilometri quadrati ed ha una popolazione di circa 400 abitanti, dei quali poco più della metà vivono nei due centri di Menzies e Tjuntjuntjara.